# Роберт Роджерс
Роберт Роджерс — американський колоніальний прикордонник та солдат Британської армії.

## Біографія
Народився солдат 7.11.1731 у м. Метуен, штат Массачусетс. У 1739 р. сім'я Роджерса переїхала до м. Конкорд у Нью-Гемпширі. 1744 року у США розпочалася «Війна короля Георга», під час якої Роджерс проходив службу у Нью-Гемпширі, де охороняв кордони штату. 1754 року Роберт зв'язався із бандою фальшивомонетників. Тоді йому пред'явили звинувачення, проте справа так і не дійшла до суду. 1755 Роджерса призначили вербувальником у полковника Джона Вінслоу. Саме тоді він організував у Портсмуті спецзагони під назвою "Рейнджери Роджерса". Тоді Роджерс воював проти та проявив неабиякі лідерські якості. 08.1757 після капітуляції він перевів своїх рейнджерів на о. Роджерса, де зайнявся їх активною підготовкою. Повернення воїнів відбулося 13.03.1758 в битві при Сноушузі, де вони дали доброї прочуханки французам. Фінал історії з рейнджерами стався 29.10.1760, коли війська захопили французькі пости в районі Великих озерах. Після цього рейнджери були розформовані, а сам Роджерс в чині майора повернувся до Конкорда, де отримав великі земельні гранти. З 1761 і до 1763 разом із британцями вів боротьбу із місцевими індіанцями, проте 31.07.1763 його корпус був розбитий індіанцями, після чого Роджерс намагався відновити свої статки торгівлею хутром та азартними іграми, проте остаточно розорився. Надалі його життя було поєднанне тільки з тюрмами, аж поки 1777 по причині «слабкого здоров'я» пішов у відставку. 1779 Роджерс повернувся до Канади, де займався організацією «Рейнджерів короля». 1783 був звільнений зі служби через хронічний алкоголізм. Помер майор 18.05.1795 в злиднях. З родини у нього залишився тільки 1 син.